# هنریک سندبر
هنریک سَـندبر (دانمارکی: Henrik Sandberg؛ ‏ ۱۵ مهٔ ۱۹۱۵ – ۱۹ مارس ۱۹۹۳) تهیه‌کننده فیلم، و فیلم‌نامه‌نویس اهل دانمارک بود.
از فیلم‌هایی که وی در آن‌ها نقش داشته‌است، می‌توان به جسد کجاست مولر؟، دختران هم‌رزم و دختران هم‌رزم ۲ اشاره نمود.